# George G. Fogg
George G. Fogg (Meredith, 1813. május 26. – Concord, 1881. október 5.) az Amerikai Egyesült Államok szenátora (New Hampshire, 1866–1867).